# Communauté de communes Saône, Seille, Sâne
Die Communauté de communes Saône, Seille, Sâne ist ein ehemaliger französischer Gemeindeverband mit der Rechtsform einer Communauté de communes im Département Saône-et-Loire in der Region Bourgogne-Franche-Comté. Sie wurde am 1. Januar 2014 gegründet und umfasst 19 Gemeinden. Der Verwaltungssitz befindet sich im Ort Cuisery.

## Historische Entwicklung
Die Vorgängerorganisation wurde am 31. Dezember 1993 gegründet, nannte sich Communauté de communes Saône et Seille und umfasste die zehn Gemeinden des alten Kantons Cuisery. 1997 schlossen sich die beiden Gemeinden aus dem Kanton Tournus an. Am 1. Januar 2014 hat der Gemeindeverband mit der Communauté de communes du Canton de Montpont-en-Bresse fusioniert und zwei Gemeinden aus dem alten Kanton Montret schlossen sich ebenfalls an. Damit folgte eine Neugründung unter dem zuletzt gültigen Namen.
Am 1. Januar 2017 wurde der Gemeindeverband mit der Communauté de communes des Portes de la Bresse zur neuen Communauté de communes Terres de Bresse zusammengeschlossen.

## Ehemalige Mitgliedsgemeinden
1. L’Abergement-de-Cuisery
2. Bantanges
3. Brienne
4. La Chapelle-Thècle
5. Cuisery
6. La Frette
7. La Genête
8. Huilly-sur-Seille
9. Jouvençon
10. Loisy
11. Ménetreuil
12. Montpont-en-Bresse
13. Ormes
14. Rancy
15. Ratenelle
16. Romenay
17. Sainte-Croix
18. Savigny-sur-Seille
19. Simandre

## Aufgaben und Ziele
- Dank vieler Naturschönheiten und eines reichen historischen Erbes, die besonders von Wassersport- und Naturfreunden, aber auch von Fischern geschätzt werden, legt die CC Saône, Seille, Sâne einen Schwerpunkt auf die Förderung des Tourismus.
  - Durch die Mitgliedschaft beim Syndicat Mixte de la Bresse Bourguignonne[2] profitieren die angeschlossenen Gemeinden von regionalen Bemühungen um den Tourismus, Informationen, Koordination der Anlässe der Partner.
- Die CC Saône, Seille, Sâne betreibt in Cuisery ein Zentrum für Kinder und Jugendliche, eine Kinderkrippe für Kinder von 3–48 Monaten, einen Kinderspielplatz für Kinder von 3–11 Jahren, je ein Kinder- und Jugendzentrum für 11- bis 14-Jährige und für 14- bis 17-Jährige. In Sainte-Croix befindet sich zudem eine Außenstelle.
- Die CC Saône, Seille, Sâne investiert einen großen Teil ihres Budgets in Unterhalt und Verbesserung des regionalen Verkehrsnetzes.
  - Ausbau, Verbesserung und Unterhalt der Gemeindestraßen
  - Reinigen der Straßen, Winterdienst und Erhöhung der Verkehrssicherheit
  - Erstellen von Sicherheitseinrichtungen und Signalisationen
  - Überwachung der Erstellung von Quartierstraßen und Eingliederung ins Netz der Gemeindestraßen
  - Leitung der Straßenkommission und  Vorbereitung, Überwachung und Ausführung des Strassenprogramms (Budget 2014 EUR 705.000)
- Für die Verbesserung der wirtschaftlichen Situation kann die CC Saône, Seille, Sâne Gewerbe-, Handels- und Tourismuszentren schaffen und betreiben.
  - Unterstützung von überregionalen Verbänden, wie Bresse Initiative[3]
  - Bau des Industriezentrums Les Fontaines (4600 m²) in Simandre, vorgesehen für die Vermietung an die Firma WAGNER & Co., finanziert durch die CC Saône, Seille, Sâne und subventioniert durch verschiedene Stellen des Staates.
    - Förderung ökologischer Bauweisen, wie Les Fontaines mit einer Fläche von 3800 m² Photovoltaïk, Pelletheizung und Solarklimaanlage.
    - Betrieb, Verwaltung, allenfalls Verkauf des Industriezentrums Les Fontaines

  - Ausbau der Industriezone Bois Bernoux in Cuisery
    - Vorbereitung der Infrastruktur auf dem Gelànde von 26.800 m² und Verkauf an die SCI du Bois Bernoux
    - Ermöglichen der Expansion der Betriebe auf diesem Gelände durch geeignete Verkaufsobjekte

  - Infrastrukturarbeiten, Kläranlagen und ähnliche Projekte für die Ansiedlung von Industrie und Gewerbe